# Henrique Luvannor
Silva Henrique De Sousa Luvannor (ur. 19 maja 1990) – piłkarz mołdawski pochodzenia brazylijskiego grający na pozycji lewego napastnika lub pomocnika. Od 2023 jest zawodnikiem klubu Sheriff Tiraspol.

## Kariera klubowa
Swoją karierę piłkarską Luvannor rozpoczął w klubie Morrinhos FC. Grał w nim do 2011 roku. Latem 2011 przeszedł do Sheriffu Tyraspol. W pierwszej lidze mołdawskiej zadebiutował 24 lipca 2011 w wygranym 2:0 domowym meczu z Rapidem Ghidighici. Natomiast 31 lipca 2011 w zwycięskim 3:2 wyjazdowym meczu z FC Tiraspol strzelił pierwszego gola w barwach Sheriffa. W sezonach 2011/2012, 2012/2013 i 2013/2014 wywalczył z Sheriffem trzy tytuły mistrza Mołdawii. W sezonie 2013/2014 był królem strzelców ligi ze zdobytymi 26 golami.
W 2014 roku przeszedł do Al-Shabab Dubaj.
| Sezon   | Klub             | Kraj     | Rozgrywki         | Mecze | Bramki |
| ------- | ---------------- | -------- | ----------------- | ----- | ------ |
| 2011/12 | Sheriff Tyraspol | Mołdawia | Divizia Națională | 26    | 9      |
| 2012/13 | Sheriff Tyraspol | Mołdawia | Divizia Națională | 24    | 5      |
| 2013/14 | Sheriff Tyraspol | Mołdawia | Divizia Națională | 27    | 26     |

## Kariera reprezentacyjna
W reprezentacji Mołdawii Luvannor zadebiutował 18 listopada 2013 w zremisowanym 1:1 towarzyskim meczu z Litwą, rozegranym w Kiszyniowie.